# 772 a.C.

## Eventos
- Segunda olimpíada; Antímaco de Élida foi o vencedor do estádio.[1]
- Durante os anos desta olimpíada, nascem Rômulo e Remo.[1][Nota 1]